# Onni Rajasaari
Onni Rafael Rajasaari (ur. 2 marca 1910 w Hanko, zm. 12 listopada 1994 tamże) – fiński lekkoatleta, który specjalizował się w trójskoku.
W 1932 oraz 1936 roku startował w igrzyskach olimpijskich zajmując w obu przypadkach odległe miejsca w finale. Dwukrotnie zdobywał medale mistrzostw Europy: w 1934 brązowy, a w 1938 złoty. W 1939 roku w Lahti poprawił rekord Starego Kontynentu oraz rekord Finlandii. Startował także w skoku w dal jednak w tej konkurencji nie odnosił sukcesów. Rekord życiowy: 15,52 (16 lipca 1939, Lahti).

## Osiągnięcia
| Rok  | Impreza              | Miejsce     | Pozycja     | Wynik |
| ---- | -------------------- | ----------- | ----------- | ----- |
| 1932 | Igrzyska olimpijskie | Los Angeles | 11. miejsce | 14,20 |
| 1934 | Mistrzostwa Europy   | Turyn       | 3. miejsce  | 14,74 |
| 1936 | Igrzyska olimpijskie | Berlin      | 13. miejsce | 14,59 |
| 1938 | Mistrzostwa Europy   | Paryż       | 1. miejsce  | 15,32 |